# Tam luận tông
Tam luận tông (zh. sānlùn-zōng 三論宗, ja. sanron-shū, ko. samnon chong), là một tông phái Đại thừa của Phật giáo Trung Quốc. Danh xưng này xuất phát từ ba bộ luận căn bản của tông này (Tam luận):
1. Trung quán luận (zh. 中觀論, sa. madhyamaka-kārikā) của Nāgārjuna (Long Thụ);
2. Thập nhị môn luận (zh. 十二門論, sa. dvādaṣadvāra-śāstra hoặc dvādaśanikāya-śāstra) cũng của Nāgārjuna; và
3. Bách luận (zh. 百論, sa. śata-śāstra) của Āryadeva (zh. 聖天, Thánh Thiên).

Các bộ luận này được Cưu-ma-la-thập dịch và chú giải trong thế kỉ thứ 5. Cưu-ma-la-thập sau truyền cho đệ tử là Đạo Sinh (道生), Tăng Triệu (zh. 僧肇), Tăng Duệ (zh. 僧叡) và Đạo Dung (zh. 道融). Các vị này vạch rõ sự khác nhau giữa tông phái mình với Thành thật tông và có thể xem là những người sáng lập Tam luận tông.
Trong thế kỉ thứ 6, Tam luận tông rất thịnh hành và những Cao tăng thời này là Pháp Lãng (zh. 法朗) và đệ tử là Cát Tạng (zh. 吉藏). Trong thế kỉ thứ 7, Tam luận tông được Cao tăng Huệ Quán (z. 慧灌), đệ tử của Cát Tạng truyền qua Nhật. Tam luận tông dần dần mất ảnh hưởng sau khi Pháp tướng tông ra đời.
Tam luận tông bắt nguồn từ Trung quán tông của Ấn Độ nhưng cũng có những nét đặc thù của Trung Quốc: Tam luận tông cho rằng Phật đã chỉ dạy hai phép tu, là Thanh văn thừa và Bồ Tát thừa, và Tam luận tông thuộc về Bồ Tát thừa. Tông này cho rằng có ba thời giáo: kinh Hoa nghiêm là thời giáo thứ nhất. Kinh này chứa những lời khai thị cho Bồ Tát nhưng các đệ tử Phật thời đó chưa đủ sức lĩnh hội. Vì vậy thời giáo thứ hai, kéo dài giữa thời kinh Hoa nghiêm và kinh Diệu pháp liên hoa, trong đó mọi giáo pháp của Phật bao gồm cả Phật giáo Nguyên thủy lẫn Đại thừa, có giá trị cho Thanh văn thừa, Độc giác thừa và Bồ Tát thừa. Thời kì thứ ba là thời kì mà mọi đệ tử đã sẵn sàng để nghe kinh Diệu pháp liên hoa, đó là thời Phật thừa, chỉ một pháp duy nhất.
Tam luận tông Nhật Bản (ja. sanron-shū) được đưa từ Trung Quốc qua năm 625 do Cao tăng người Triều Tiên Huệ Quán (慧 灌) truyền lại. Huệ Quán có hai đệ tử chính và Tam luận tông Nhật Bản cũng vì vậy mà có hai chi phần. Tam luận tông không có mấy ảnh hưởng tại Nhật, mặc dù nhiều trường phái khác cũng tham khảo giáo pháp của tông này để hiểu thêm kinh điển Đại thừa. Tam luận tông có ảnh hưởng lớn lên hoàng thân Thánh Đức (shotoku, 574-622), người đã thống nhất nước Nhật. Trong thiền viện của vị hoàng thân này thời đó có ba vị luận sư Triều Tiên của Tam luận tông giảng dạy. Trong "hiến pháp" của Nhật Bản mà Thánh Đức soạn thảo, người ta thấy có vài yếu tố của Tam luận tông.